# Julien Yombouno
Pour les articles homonymes, voir Yombouno.
Julien Yombouno, né le 2 août 1964 à Koundou en république de Guinée, est un écrivain, diplomate et homme politique guinéen.
Il est Ministre du travail et de la fonction publique dans le gouvernement dirigé par Mohamed Béavogui du 25 octobre 2021, puis celle de Bernard Goumou du 20 août 2022 au 19 février 2024.
Le 19 septembre 2024, il a été nommé ambassadeur de la Guinée en Sierra Leone.

## Biographie et études
Julien Yombouno est né en 1964 à Ballotcho, district de Balladou Pébal dans la sous-préfecture de Koundou au sud de la Guinée dans la préfecture de Guéckédou.
Il fait ses études en Guinée de 1970 à 1977, il fait ses études primaires à Balladou Pébal et obtient le CEP en 1977.
Entre 1977 à 1980, il fréquente successivement les collèges de Koundou Lengo Bengou, Nongoa et Bambo et obtient son BEPC en 1980.
De 1980 à 1984, il poursuit ses études au lycée de Bambo à Guéckédou pour son BAC 1 et Kakoni à Gaoual pour son BAC 2 en sciences sociales.
En 1984, il est orienté à la faculté des sciences agro-zootechniques à l'Université de Kindia. À la suite de la suppression de l’option agronomie par le gouvernement du CTRN en 1985, il est contraint de faire l’année préparatoire en sciences humaines à Bordo (Kankan) avant de s’inscrire en langues et littérature de l’Université de Kankan en 1986.
Au Maroc entre juillet 1986 et 1990, il fait des études de lettres françaises  à la suite d'un concours d’entrée à l’École Normale Supérieure de Meknès. Entre-temps, d'octobre à décembre 1989, il fait trois mois de stage pédagogique, linguistique et culturel à l’ENS du Calvados de Caen, en Normandie (France).

## Parcours professionnel
Après ses études au Maroc, Julien rentre en Guinée en 1990 et il est engagé dans la fonction publique et muté la même année au lycée de Lola où il va enseigner en qualité de professeur de français et de littérature de 1991 à 1998. Il est en même temps formateur volontaire en langue française des réfugiés libériens et sierra léonais du centre AMA/HCR de Lola.
Entre-temps, durant l’année scolaire 1994-1995, il est admis sur concours au projet de formation des animateurs pédagogiques de l’enseignement secondaire, de l’ISSEG de Maneah (option français).
De septembre 1998 à juillet 2005, il est nommé chef de section enseignement secondaire, technique et professionnel de la direction préfectorale de l’éducation de Nzérékoré.
De 2005 à 2008, il est recruté par SOS Villages d’enfants, au poste de directeur de l’école internationale SOS Hermann Gmeiner de N’Zérékoré.
De février 2008 à juillet 2014, il sert à Plan International Guinée, au poste de spécialiste de l’éducation et genre, en même temps point focal Guinée de la campagne mondiale, Apprendre sans peur de lutte contre les violences en milieu scolaire et responsable de la campagne pour l’éducation et l’autonomisation des filles, Because I am a Girl (Parce que je suis une fille).
De juillet 2014 à Mai 2018, il est déployé au Cameroun en qualité de spécialiste de l’éducation en situations d’urgence et acting emergency response manager à Plan International Cameroun, d’abord dans le cadre de la réponse humanitaire à la crise des réfugiés Centrafricains et des communautés hôtes de la région de l’est du Cameroun, à Bertoua, ensuite redéployé à Maroua, dans l’extrême nord du Cameroun, pour apporter son expertise dans le cadre de la réponse multisectorielle à la crise des réfugiés Nigérians et des communautés hôtes de la région de l’extrême nord du Cameroun.
Avant d'être ministre, il était spécialiste éducation chargé de la qualité à l’UNICEF Guinée de mai 2018 à sa nomination.
Il est nommé par décret le 25 octobre en tant que Ministre du travail et de la fonction publique.
Le 19 février 2024, le gouvernement Bernard Goumou dont il est membre est dissout par le Comité national du rassemblement pour le développement (CNRD).

## Ouvrages
Julien Yombouno est écrivain et membre de l’Association des écrivains de Guinée :
- 2014 : Français et littérature au lycée, Essai linguistique, publié au édition L’Harmattan Guinée[6].
- 2017 : Pleurs et fleurs d’Afrique, Roman, publié au édition Publibook à Paris[7].